# Crisis presidencial de Venezuela
La crisis presidencial de Venezuela fue una crisis política en torno a la legitimidad de quién ocupaba la presidencia de Venezuela que duró entre 2019 y 2023, con el país y el mundo divididos en apoyo a Nicolás Maduro o Juan Guaidó y posteriormente continuó la crisis administrativa con la IV Asamblea Nacional que ratificó su continuidad hasta que según su estatuto: «se convoquen unas elecciones libres y transparentes» en julio de 2024.
Venezuela está sumergida en una crisis política, económica y administrativa que ha llevado a más de siete millones de personas a abandonar el país desde 2015. El proceso y los resultados de las elecciones presidenciales de 2018 fueron ampliamente cuestionados. La IV Legislatura de la Asamblea Nacional de Venezuela, de mayoría opositora, declaró a Maduro usurpador de la presidencia el día de su segunda toma de posesión y divulgó un plan para erigir a su presidente Juan Guaidó como presidente interino sucesor del país en virtud del artículo 233 de la Constitución venezolana. Una semana después, el Tribunal Supremo de Justicia declaró que la presidencia de la Asamblea Nacional era la usurpadora de la autoridad y declaró inconstitucional el órgano. Guaidó y la Asamblea Nacional lo declararon presidente interino y Guaidó se juramentó a la posición el 23 de enero. Tras asumir la presidencia interina, Juan Guaidó propuso tres objetivos centrales para su estrategia política: el «cese de la usurpación» del gobierno de Nicolás Maduro, el establecimiento de un «gobierno de transición» impulsado por la Asamblea Nacional (IV Legislatura) y la celebración de «elecciones libres» y transparentes. Minutos después de que Maduro juramentara como presidente, la Organización de Estados Americanos (OEA) aprobó una resolución en una sesión extraordinaria de su Consejo Permanente en la que declaraba ilegítima la presidencia de Maduro e instaba a celebrar nuevas elecciones. Se celebraron reuniones extraordinarias de la OEA el 24 de enero y del Consejo de Seguridad de las Naciones Unidas el 26 de enero, pero no se alcanzó un consenso. El Secretario General de las Naciones Unidas, António Guterres, hizo un llamamiento al diálogo. Durante la 49.ª Asamblea General de la Organización de Estados Americanos, celebrada el 27 de junio, la presidencia de Guaidó fue reconocida por la organización.
En su momento álgido, Guaidó fue reconocido como legítimo por unos 60 países; Maduro, por alrededor de 20 países. A nivel internacional, el apoyo siguió líneas geopolíticas, con Rusia, China, Cuba, Irán, Siria y Turquía apoyando a Maduro, mientras que la mayoría de los países occidentales y latinoamericanos apoyaron a Guaidó como presidente interino. El apoyo a Guaidó empezó a decaer cuando fracasó un intento de levantamiento militar en abril de 2019. Tras el levantamiento fallido, representantes de Guaidó y Maduro iniciaron una mediación con la asistencia del Centro Noruego para la Resolución de Conflictos. Tras una segunda reunión en Noruega, no se llegó a ningún acuerdo. En julio de 2019 se reanudaron las negociaciones en Barbados con representantes de ambas partes. En septiembre, Guaidó anunció el fin del diálogo tras una ausencia de cuarenta días del Gobierno de Maduro como protesta por las sanciones recientes de Estados Unidos. En marzo de 2020, Estados Unidos propuso un gobierno de transición que excluyera tanto a Maduro como a Guaidó de la presidencia. El secretario de Estado estadounidense, Mike Pompeo, dijo que las sanciones no se aplicaban a la ayuda humanitaria durante la emergencia sanitaria por la pandemia de coronavirus y que Estados Unidos levantaría todas las sanciones si Maduro aceptaba organizar unas elecciones en las que no se incluyera a sí mismo. Guaidó aceptó la propuesta, mientras que el canciller venezolano, Jorge Arreaza, la rechazó.
En enero de 2020, los esfuerzos liderados por Guaidó para crear un gobierno de transición habían sido infructuosos. Maduro continuaba controlando las instituciones estatales de Venezuela, mientras que Guaidó se limitó dentro del país a presidir el Centro de Gobierno. En enero de 2021, la Unión Europea dejó de reconocer a Guaidó como presidente, pero siguió sin reconocer a Maduro como presidente legítimo; el Parlamento Europeo reafirmó su reconocimiento de Guaidó como presidente, el Consejo y la Comisión amenazaron con nuevas sanciones. Tras el anuncio de elecciones regionales en 2021, Guaidó anunció un "acuerdo de salvación nacional" y propuso la negociación con Maduro con un calendario de elecciones libres y justas, con apoyo y observadores internacionales, a cambio de levantar las sanciones internacionales.
En diciembre de 2022, tres de los cuatro principales partidos políticos opositores (Primero Justicia, Acción Democrática y Un Nuevo Tiempo) respaldaron y aprobaron una reforma para disolver el gobierno interino y crear una comisión de cinco miembros para gestionar los activos extranjeros, ya que los diputados buscaban una estrategia unida de cara a las elecciones presidenciales previstas para 2024, afirmando que el gobierno interino no había logrado los objetivos que se había planteado.

## Antecedentes
A finales de marzo de  2017, el Tribunal Supremo se adjudicó las competencias de la Asamblea Nacional por medio de las resoluciones 155 y 156, proceso que se consideró inconstitucional por parte de la Fiscalía y que desembocó en una ola de protestas durante 2017. El gobierno reacciona a las protestas convocando a la elección de una Asamblea Nacional Constituyente (ANC). Esta elección fue rechazada por la oposición venezolana como fraudulenta, reclamo compartido por diferentes organismos internacionales y países de la región.
En 2018, la Asamblea Nacional Constituyente adelantó la elección presidencial para mayo de ese año. Tanto la convocatoria, que recaía según la Constitución de 1999 en la Asamblea Nacional, como la campaña electoral y los resultados, fueron rechazados por una parte de la comunidad internacional. En las elecciones de mayo de 2018, el presidente Nicolás Maduro fue declarado reelecto en un clima rodeado de irregularidades, lo que llevó a muchos a sostener que las elecciones carecían de validez. Estos señalamientos se agregaron a las opiniones de que el gobierno de Maduro no es más que una dictadura ineficaz, y muchas figuras políticas del ámbito nacional e internacional afirmaron que Maduro no había sido legítimamente electo.
La Asamblea Nacional fue rechazada por Maduro en 2017, pero los gobiernos y entes antes señalados la consideraron como el único cuerpo democrático legítimo en Venezuela. La elección de Maduro fue apoyada por Rusia, China y el ALBA.
En los meses previos a su inauguración, el 10 de enero de 2019, Maduro fue presionado a no continuar como presidente por varios gobiernos y organismos, incluido el Grupo de Lima (excluyendo a México), los Estados Unidos y la Organización de los Estados Americanos (OEA); dicha presión sólo se incrementó cuando la nueva Asamblea Nacional de Venezuela prestó juramento el 5 de enero de 2019. A principios de 2019, la Asamblea Nacional declara «usurpación» del cargo de presidente, de acuerdo al artículo 233 de la Constitución.

## Eventos de 2019

### Cuestionamientos desde el oficialismo
Los primeros signos importantes de una crisis inminente se mostraron cuando Christian Zerpa, magistrado de la Sala Electoral del Tribunal Supremo de Justicia de Venezuela, abandonó su puesto y se exilió en Estados Unidos, días antes de la inauguración presidencial del 10 de enero de 2019. Zerpa dijo que Maduro era «incompetente» e «ilegítimo».
Una segunda señal de problemas fue que, de acuerdo a una fuente de inteligencia de los Estados Unidos, Vladimir Padrino López, ministro de Defensa de Venezuela, había solicitado que Maduro dimitiera, amenazando con renunciar si el presidente no lo hacía.

### Falta de reconocimiento internacional
Muchos países y organismos supranacionales se unieron a la Asamblea Nacional, argumentando que el gobierno de Maduro era ilegítimo. Esto llevó al cierre de relaciones diplomáticas por parte de varios de ellos y a solicitudes de que Maduro renunciara o fuera removido. Otros organismos, como el ALBA, han apoyado la elección de Maduro y han pedido a la oposición que acepte su presidencia. Maduro respondió a las acusaciones que se le imputaban denunciando que eran parte del «imperialismo estadounidense» y comparó la interferencia extranjera con el colonialismo. El 28 de enero de 2019, la ONG Venezuela Global, un mundo sin mordaza pegó fotos en el frontis de la embajada de Venezuela en Chile, como en otras sedes alrededor del mundo, de Juan Guaidó como presidente de Venezuela.

### Cabildo abierto

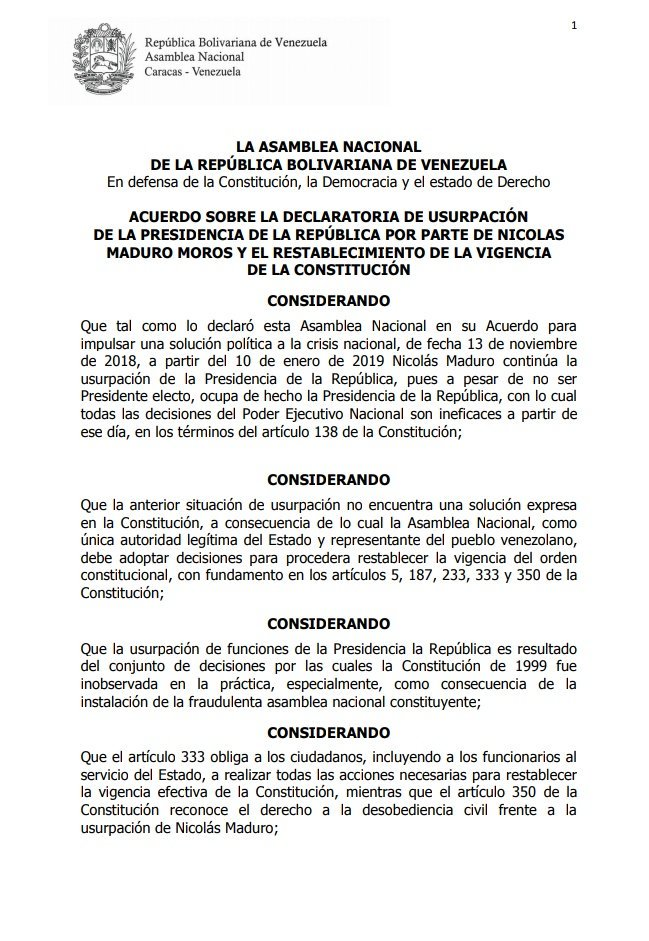
Acuerdo de la Asamblea Nacional sobre la declaratoria de usurpación de la presidencia de la república por parte de Nicolás Maduro el 15 de enero.

Guaidó comenzó las mociones para formar un «gobierno de transición», poco después de asumir su nuevo cargo en el parlamento el 5 de enero de 2019, afirmando que: «Aunque Maduro comenzase su nuevo mandato el día 10, sí o no, el país no tendría un presidente legítimamente elegido». En nombre de la Asamblea Nacional, declaró que: «El país había caído en una dictadura de facto y no se tenía líder, por lo que la nación se encontraba en estado de emergencia». Fue en esta declaración que llamó por primera vez a: «Esa enorme mayoría de soldados y oficiales que portan con honor su uniforme y no se han dejado corromper (…) para que den un paso al frente (…) se debe desconocer lo que no fue producto del voto popular».
Luego anunció que mantendría un cabildo abierto el 11 de enero. Esto se organizó como un mitin en las calles de Caracas, donde la Asamblea Nacional anunció que Guaidó asumiría las competencias del artículo 233 de la Constitución de Venezuela, y también anunció planes para destituir al presidente Maduro.

### Asamblea Nacional declara presidente a Guaidó
Tras el discurso de Guaidó, la Asamblea Nacional publicó inicialmente un comunicado de prensa en el que decía que Guaidó había asumido las funciones de la presidencia interina. Una declaración posterior reemplazó a ésta y se aclaró la posición de Guaidó, lo que refuerza que se lo reconoció como presidente interino, pero que el órgano legislativo también necesitaba volver a asumir su poder. El argumento legal usado por la asamblea se basó en la «ilegitimidad» de Maduro, lo cual bajo consideración del órgano les autorizaba a actuar. Específicamente, invocaron los artículos 233, 333 y 350 de la constitución nacional. El mismo día, Guaidó recibió una carta del presidente del Tribunal Supremo de Justicia de Venezuela en el exilio, que tiene su sede en Panamá, solicitándole que asuma la presidencia de Venezuela.
Guaidó hizo un llamado al cambio y a realizar protestas a nivel nacional para el 23 de enero, incitando a un canto del eslogan de «¡Sí se puede!». La fecha coincidió con el aniversario del golpe contra Marcos Pérez Jiménez en 1958. La Asamblea Nacional trabajó con el Frente de Liberación de Venezuela para crear un plan para las protestas y marchas, organizando una fuerza nacional unificada. También se reveló el 11 de enero que los planes incluían ofrecer incentivos para que las fuerzas armadas rechacen a Maduro.
El secretario general de la Organización de los Estados Americanos, Luis Almagro, fue el primero en dar apoyo oficial a esta acción, afirmando que: «Saludamos la asunción de Juan Guaidó como presidente interino de Venezuela, conforme al artículo 233 de la Constitución Política. Tiene nuestro apoyo, el de la comunidad internacional y del pueblo de Venezuela». Más tarde, ese mismo día, Brasil y Colombia dieron su apoyo a Guaidó como presidente interino de Venezuela.

### Detención y liberación de Juan Guaidó
El 13 de enero de 2019, mientras se dirigía hacia La Guaira para asistir al cabildo abierto convocado ese día, fue interceptado por agentes del Servicio Bolivariano de Inteligencia Nacional (SEBIN) y detenido, según informó su esposa Fabiana Rosales, siendo liberado minutos más tarde. El Grupo de Lima condenó el hecho, al igual que el secretario de la OEA, Luis Almagro. El gobierno atribuyó el hecho a una acción unilateral por parte de los funcionarios del SEBIN involucrados y emitió una orden de captura al Comisario del servicio de inteligencia Idelmaro Múcura, señalado como uno de los responsables. Al respecto, Guaidó declaró que el hecho demostraba que había un «quiebre» en la cadena de mando de las Fuerzas Armadas.
Este suceso desató una ola de comunicados donde se manifestaba la preocupación de varios organismos, tales como: la OEA, la Unión Europea, la ONU, el Grupo de Lima y sus países miembros; y naciones como Uruguay, España y Estados Unidos.

### Nombramiento de embajadores
El 22 de enero de 2019, la Asamblea Nacional nombró a Gustavo Tarre Briceño como «representante especial» de Venezuela ante la OEA, siendo el primer nombramiento de un funcionario por parte del órgano legislativo, asumiendo competencias de la CRBV. El 29 de enero de 2019, el parlamento en sesión ordinaria, nombró a «representantes diplomáticos» de varios países de América, quienes representarían al gobierno interino de Juan Guaidó en el mundo. Las designaciones crearon puestos paralelos a los de embajadores que se encontraban al servicio del gobierno de Nicolás Maduro. El 5 de febrero, la Asamblea Nacional nombró otros 3 embajadores. El 19 de febrero, fueron designados 17 embajadores. Estos son:
| País/Organización    | Representante Diplomático    | Designado                | Salida                  | Notas |
| -------------------- | ---------------------------- | ------------------------ | ----------------------- | --- |
| Grupo de Lima        | Julio Borges                 | 29 de enero de 2019      | 5 de diciembre de 2021  | Renunció a su cargo, afirmando que el gobierno interino de Juan Guaidó se ha deformado, se ha burocratizado en algo que no esta cumpliendo su manera de ser y que debe desaparecer. |
| OEA                  | Gustavo Tarre Briceño        | 22 de enero de 2019      | 3 de enero de 2023      | Anunció en carta pública que para el 5 de enero de 2023 entra una nueva decisión de la Asamblea Nacional que textualmente indica: “todos los entes y funcionarios designados por la Presidencia Encargada quedan sin efecto a partir de la entrada en vigor de la presente ley”, por lo cual anuncio el cese de su condición de Embajador ante la OEA |
| BID                  | Alejandro Plaz               |                          |                         | |
| CAN                  | Winston Flores               |                          |                         | |
| Alemania             | Otto Gebauer                 | 19 de febrero de 2019    | No Asumió su Cargo      | El Ejecutivo Alemán solo lo reconoció como «Representante Personal del Presidente Interino Juan Guaidó», pero no se le dio el estatus de embajador. |
| Andorra              | Carmen Alguindingue          | 19 de febrero de 2019    |                         | |
| Argentina            | Elisa Trotta Gamus           | 29 de enero de 2019      | 7 de enero de 2020      | El Gobierno de Argentina le quitó las credenciales diplomáticas al no reconocer a Juan Guaidó como presidente. |
| Bahamas              | Rafael Ángel Domínguez       | 1 de octubre de 2020     |                         | |
| Australia            | Alejandro Martínez           | 19 de febrero de 2019    |                         | |
| Austria              | Williams Dávila Valeri       | 19 de febrero de 2019    |                         | |
| Croacia              | Williams Dávila Valeri       |                          |                         | |
| Eslovaquia           | Williams Dávila Valeri       |                          |                         | |
| Eslovenia            | Williams Dávila Valeri       |                          |                         | |
| Bélgica              | Mary Ponte                   | 19 de febrero de 2019    |                         | |
| Brasil               | María Teresa Belandria       | 5 de febrero de 2019     | 27 de diciembre de 2022 | Anunció el cese de sus funciones, luego de la victoria de Luiz Inácio Lula Da Silva en las elecciones presidenciales y el anuncio del restablecimiento de relaciones entre Caracas y Brasilia, designando el gobierno de Nicolás Maduro a Manuel Vadell como nuevo embajador.                                                                         |
| Bolivia              | José Cumare Hernández        | 22 de septiembre de 2020 | 9 de noviembre de 2020  | Cesó sus funciones, tras la recuperación de la embajada por el gobierno de Nicolás Maduro, designando a Alexander Yánez como nuevo embajador. |
| Bulgaria             | Estefanía Meléndez           | 19 de marzo de 2019      |                         | |
| Canadá               | Orlando Viera Blanco         | 29 de enero de 2019      |                         | |
| Chile                | Carlos Andrés Millán         | 22 de septiembre de 2020 |                         | |
| Colombia             | Tomás Guanipa                | 21 de enero de 2020      | 12 de agosto de 2021    | Se retiró del cargo, por ser designado como uno de los representantes de la oposición en el diálogo con el gobierno de Nicolás Maduro en México. |
| Costa Rica           | María Faría                  | 29 de enero de 2019      |                         | |
| Dinamarca            | Enrique Ser Horst            | 19 de febrero de 2019    |                         | |
| Ecuador              | Héctor Quintero Montiel      | 18 de febrero de 2020    |                         | |
| España               | Antonio Ecarri Bolívar       | 19 de febrero de 2019    | No Asumió su Cargo      | Las autoridades españolas solo le concedieron una calificación temporal como representante de Venezuela, pero sin el carácter de embajador. |
| Estados Unidos       | Carlos Vecchio               | 29 de enero de 2019      | 6 de enero de 2023      | Informó mediante comunicado que “La embajada de Venezuela en los Estados Unidos y todos sus funcionarios cesaron oficialmente funciones el día 5 de enero de 2023″ |
| Francia              | Isadora Suárez de Zubillaga  | 19 de febrero de 2019    |                         | |
| Guatemala            | María Teresa Romero          | 5 de febrero de 2019     |                         | |
| Grecia               | Eduardo Massieu Paredes      | 20 de agosto de 2019     |                         | |
| Honduras             | Claudio Sandoval             | 29 de enero de 2019      | 28 de enero de 2022     | Cesó sus funciones, tras la recuperación de la embajada por el gobierno de Nicolás Maduro, designando a Margot Godoy como nueva embajadora. |
| Hungría              | Enrique Alvarado             | 19 de marzo de 2019      |                         | |
| Israel               | Pynchas Brener               |                          |                         | |
| Luxemburgo           | Angelina Jaffe               | 19 de febrero de 2019    |                         | |
| Malta                | Felipe Zoghbi                | 19 de febrero de 2019    |                         | |
| Marruecos            | José Ignacio Guédez          | 19 de marzo de 2019      |                         | |
| México               | Reinaldo Díaz Ohep           |                          | No Asumió su Cargo      | El Gobierno de México solo reconoció al embajador designado por la administración de Nicolás Maduro como representante diplomático de Venezuela en el país. |
| Países Bajos         | Isaac Salama                 | 11 de junio de 2019      |                         | |
| Panamá               | Fabiola Zavarce              | 29 de enero de 2019      | 4 de febrero de 2021    | El Ministerio de Relaciones Exteriores de Panamá le retiró las credenciales diplomáticas. |
| Paraguay             | David Olsen                  | 5 de febrero de 2019     |                         | |
| Perú                 | Carlos Scull                 | 29 de enero de 2019      | 16 de octubre de 2021   | Cesó sus funciones, tras la decisión del Gobierno de Perú de restablecer su relación diplomática con la administración de Nicolás Maduro. |
| Polonia              | Ana Medina                   | 19 de marzo de 2019      |                         | |
| Portugal             | José Rafael Cotas            | 19 de febrero de 2019    |                         | |
| Reino Unido          | Vanessa Neumann              | 19 de marzo de 2019      | 1 de diciembre de 2020  | Renunció a su cargo, por dudas sobre el futuro de Juan Guaidó. |
| República Checa      | Tamara Suju                  | 19 de marzo de 2019      | 1 de agosto de 2019     | Renunció a su cargo, por conflictos de intereses entre su trabajo y las responsabilidades que adquirió. |
| República Dominicana | Eusebio Carlino              | 19 de febrero de 2019    |                         | |
| Rumania              | Memo Mazzone                 | 19 de febrero de 2019    |                         | |
| Suecia               | León Poblete                 | 19 de febrero de 2019    |                         | |
| Suiza                | María Alejandra Aristeguieta | 19 de febrero de 2019    | 4 de marzo de 2020      | Renunció a su cargo, afirmando que el camino que recorrió fue difícil y poco reconocido. |

Gloria Notaro, designada como la primera embajadora en los Países Bajos el 19 de febrero, fue sustituida por Isaac Salama el 11 de junio.

### Evacuación del cuerpo diplomático estadounidense
Con el recrudecimiento de la crisis presidencial, en la que Juan Guaidó se juramentó como presidente interino, el 23 de enero de 2019, por la Asamblea Nacional de Venezuela. El gobierno de Estados Unidos lo reconoció inmediatamente, bajo el liderazgo de su presidente, Donald Trump. Nicolás Maduro como respuesta rompió relaciones con el país norteamericano, dando 72 horas a todo el cuerpo diplomático estadounidense para abandonar Venezuela. Por su parte, Juan Guaidó emitió una declaración en la que aseguraba que Venezuela continuaría manteniendo relaciones con Estados Unidos.
El 23 de enero, el gobierno de Estados Unidos ordenó a su «personal no esencial» evacuar de Venezuela, argumentando a los diplomáticos de «considerar seriamente» suspender sus funciones y volver a América del Norte «mientras los vuelos comerciales sigan disponibles». Esta decisión, según medios estadounidenses, no afectó la actividad de la embajada en Caracas pero si limitó la relación de la embajada con los ciudadanos estadounidenses en Venezuela. El 24 de enero del mismo año, Maduro anunció también el cierre de la embajada venezolana en Washington D. C. y todos los consulados esparcidos en otras ciudades de Estados Unidos.
El 27 de enero, el canciller venezolano Jorge Arreaza manifestó el retiro de «toda» la diplomacia estadounidense de Venezuela y el retorno de todo el cuerpo diplomático venezolano de Estados Unidos, el sábado 26 del mismo mes. Arreaza también mencionó que ambas partes negociarían el establecimiento de una Oficina de intereses en cada capital, para temas de migración y otros asuntos. Sin embargo, el 7 de febrero, el almirante de la Armada Craig Faller, jefe del Comando Sur de EE.UU, indicó que «Están preparados para proteger al personal y las instalaciones diplomáticas de Estados Unidos si es necesario», contradiciendo lo asegurado por Arreaza.

### Petición de ayuda humanitaria

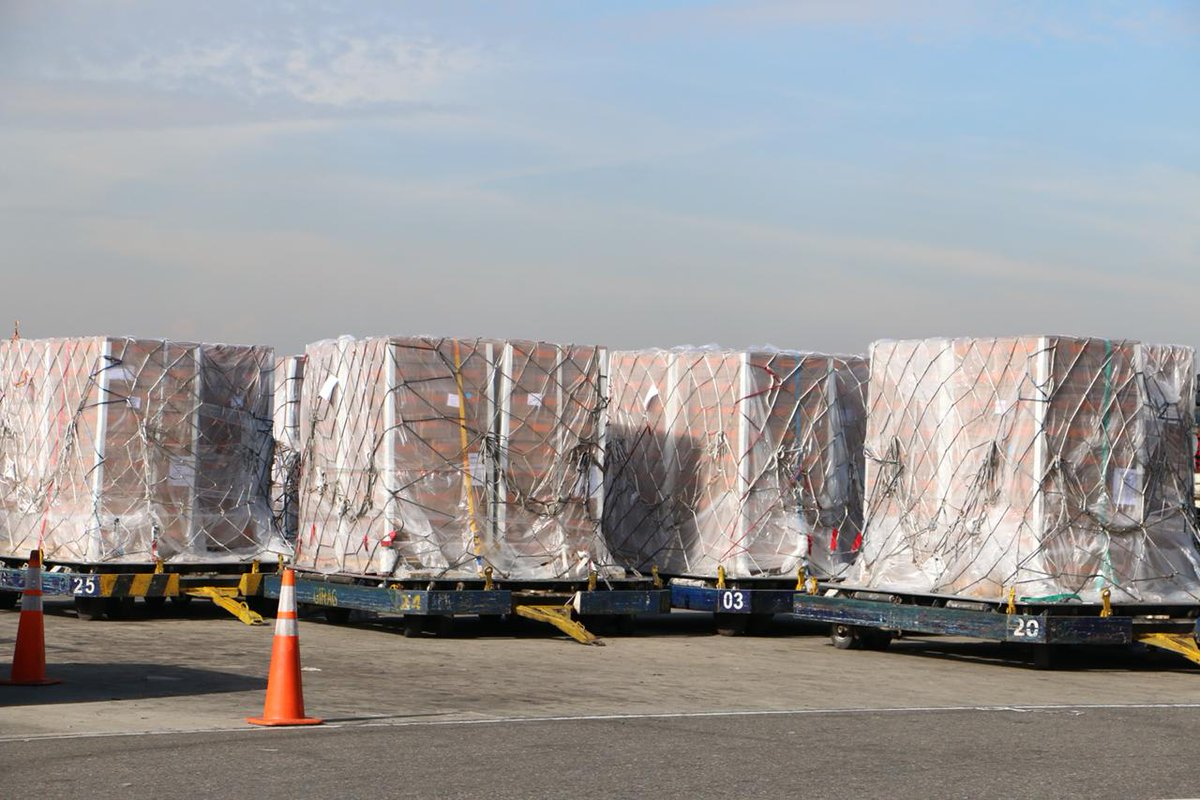
Ayuda humanitaria enviada por Estados Unidos a Colombia destinada para Venezuela, febrero de 2019.

Según France 24, Guaidó estableció como prioridad llevar ayuda humanitaria a los «cientos de miles de venezolanos que podrían morir si la ayuda no llega», lo que también significaría una prueba de la lealtad de los militares venezolanos. El 24 de enero, Juan Guaidó solicitó a Estados Unidos el envío de ayuda humanitaria para Venezuela. En respuesta, el secretario de Estado Mike Pompeo se comprometió a ofrecer 20 millones de dólares de apoyo. Al envío de ayuda humanitaria se sumó el gobierno de Canadá, con la promesa de 53 millones de dólares canadienses; así como Alemania, Suecia, Argentina, Chile, Colombia, Puerto Rico y la Comisión Europea. La organización de Naciones Unidas ha declarado que «muchos de los venezolanos se mueren de hambre, se ven privados de medicamentos esenciales y tratan de sobrevivir en una situación en caída libre sin un final a la vista». El 6 de febrero, recomendó aumentar el financiamiento humanitario para los venezolanos y pidió que «la acción humanitaria debe ser independiente de los objetivos políticos, militares u otros». El 14 de febrero, el consejero de seguridad nacional de Estados Unidos, John Bolton, anunció que 25 países se comprometieron a entregar 100 millones de dólares de ayuda humanitaria a Venezuela, a través de los centros de acopio establecidos en Curazao, Cúcuta y Roraima.
El gobierno bolivariano se opuso a la entrega de ayuda humanitaria, calificándola como «precursora de una invasión dirigida por Estados Unidos». Durante un discurso el 8 de febrero, Nicolás Maduro declaró que «con la ayuda humanitaria nos quieren tratar como mendigos... en Venezuela tenemos la capacidad de cuidar a nuestros niños y mujeres. Aquí no hay crisis humanitaria». De forma paralela, el gobierno de Maduro envió más de 100 toneladas de ayuda a Cuba, luego de un tornado que devastó a La Habana, con la intención de demostrar que Venezuela no requería de ayuda humanitaria, y por el contrario, estaba en condiciones de otorgarla a otros países.
El 6 de febrero, la Guardia Nacional Bolivariana bloqueó el Puente Internacional Las Tienditas, que une Colombia y Venezuela, utilizando contenedores de transporte y camiones cisterna para impedir la entrada de los camiones cargados con ayuda humanitaria. Carlos Holmes Trujillo, ministro de Relaciones Exteriores de Colombia, dijo que el bloqueo de la ayuda era un delito que «daría aún más razón... a pedir a la Corte Penal Internacional que investigue a Maduro». Ante el conflicto por la entrada de ayuda humanitaria a Venezuela, a través de la frontera colombiana, el empresario Richard Branson organizó un concierto benéfico en Cúcuta el 22 de febrero, denominado Venezuela Aid Live, con el fin de recaudar dinero y apoyo para que la ayuda humanitaria ingresara a Venezuela.

### Apagones eléctricos
En 2019, ocurrieron una serie de cortes de suministro eléctrico a nivel nacional. El primero comenzó el 7 de marzo de 2019, a las 16:55 hora local (GMT−4), y fue el apagón eléctrico más grande en la historia de Venezuela que duró en algunos estados entre cinco y siete días continuos. La causa del apagón fue una falla en la Central Hidroeléctrica Simón Bolívar. Afectó seriamente al sector eléctrico del país, en la mayoría de sus 23 Estados y el distrito Capital, causando graves problemas en hospitales, clínicas, industrias, el transporte, servicios de agua y múltiples saqueos a nivel nacional, principalmente en el estado Zulia.
La administración de Nicolás Maduro culpó a un sabotaje estadounidense por las interrupciones, según la BBC y The New York Times. Maduro alegó que Estados Unidos había usado tecnología avanzada para un ataque cibernético en la red. Guaidó dijo que la administración de Maduro no había hecho mantenimiento a la red eléctrica. El fiscal general del gobierno de Maduro, Tarek William Saab, anunció una investigación contra Guaidó por sabotaje de la red eléctrica, alegando que era un «autor intelectual» del ataque. Los expertos en energía venezolanos citados por El Pitazo han rechazado la teoría de que el apagón fue causado por sabotaje, ya que el área de la represa de Guri está fuertemente protegida por unidades de las Fuerzas Armadas, donde opera un comando especial y la seguridad interna de Corpolec. Estos especialistas también han señalado que Guri se construyó antes de que existiera Internet, y no usa Internet, por lo tanto no permite el hackeo. Un consultor de gestión de riesgos citado por El Nacional desestimó la declaración de los funcionarios del gobierno y aseguró que el diseño del sistema de la planta hidroeléctrica no permite «ataques» de ese tipo. Él dijo: «Estos sistemas no pueden ser atacados de forma remota. Son sistemas de control cerrados diseñados para que las turbinas funcionen de manera sincrónica», y eso sería «como hackear un refrigerador o una licuadora».
Guaidó «tomó las calles» para cuestionar al gobierno de Maduro durante los dos primeros días del apagón. Según The New York Times, Maduro «no se ha dirigido a la nación» y «su silencio público ha incrementado la tensión en Caracas». Protestas contra Maduro en Caracas y otras ciudades fueron convocadas para el 9 de marzo y continuaron a pesar del cierre del Metro de Caracas y la falta de redes sociales. El mitin encabezado por Guaidó tuvo lugar cerca del palacio presidencial en Miraflores; The Washington Post calificó la manifestación como «inusual», ya que se llevó a cabo en un sector generalmente asociado con los partidarios de Maduro. La fuerte presencia policial bloqueó las calles con escudos antidisturbios.

### Alzamiento del 30 de abril
El 30 de abril, un día antes de la convocatoria de la oposición a manifestar el 1 de mayo, se produce un alzamiento militar en las afueras de la base aérea La Carlota, en Caracas, con la presencia de Leopoldo López y Juan Guaidó.

### Negociaciones
Tras el levantamiento contra Nicolás Maduro, impulsado por Juan Guaidó el 30 de abril, el 15 de mayo el presidente Maduro anunció a través de la televisión estatal que el ministro de comunicación Jorge Rodríguez estaba «completando una misión muy importante» en el extranjero. Medios de comunicación reportaron, basándose en diferentes fuentes, que se estaba iniciando un diálogo de paz en Noruega, y un día después, Juan Guaidó informó que tenía «enviados» en Noruega para abonar las bases de un nuevo diálogo entre el chavismo y la oposición, pero que la oposición no se prestaría para «falsas negociaciones».
Las delegaciones negociadoras estuvieron formadas, en representación de la gestión de Maduro, por el ministro de Comunicación Jorge Rodríguez y el gobernador del estado Miranda Héctor Rodríguez; y por parte opositora viajaron, el vicepresidente de la Asamblea Nacional Stalin González, acompañado de los asesores políticos Gerardo Blyde y Fernando Martínez. Stalin González calificó como una «fase exploratoria» el acercamiento entre el chavismo y la oposición venezolana, junto al Grupo de Contacto en Noruega, y señaló que no hubo reuniones directas entre ambas delegaciones.
Debido a la muerte del capitán de corbeta Rafael Acosta Arévalo, militar torturado durante su detención, la delegación de Juan Guaidó en las negociaciones suspendió su viaje a la tercera ronda de conversaciones. El 9 de julio de 2019, se inició una mesa de negociación en Barbados, participando representantes de Nicolás Maduro y de Juan Guaidó. El 15 de septiembre, el presidente del parlamento Juan Guaidó anunció que la oposición daba por finalizado el diálogo, tras la ausencia del oficialismo en las mesas de negociación por 40 días como medida de protesta debido a nuevas sanciones de Estados Unidos.[cita requerida]

### Operación Alacrán
En noviembre de 2019, el diputado José Guerra denunció una supuesta estrategia de «comprar» parlamentarios de la oposición, a través de lo que denominó «Maletín Verde», con el objetivo de romper la mayoría calificada con la que cuenta la oposición en la Asamblea Nacional. El 1 de diciembre de ese mismo año, el portal Armando.info publicó una investigación en la que concluye que nueve parlamentarios habrían mediado con cartas de buena conducta ante la Fiscalía de Colombia a favor de dos empresarios vinculados al gobierno. Luego de la difusión de la investigación, los diputados Luis Parra, José Brito, Conrado Pérez y José Gregorio Noriega fueron suspendidos y expulsados de los partidos Primero Justicia y Voluntad Popular.
La diputada Delsa Solórzano, en declaraciones a CNN Radio Argentina, responsabilizó a Nicolás Maduro de dirigir la supuesta operación. Según la diputada, el gobierno acude a este método al no poder encarcelar ni allanar las inmunidades de diputados, denunciando un incremento considerable de la persecución política a medida que se acercaba el 5 de enero y explicando que fuerzas de seguridad se habrían presentado en las viviendas de varios diputados sin suplentes, y que el único que tiene suplente, según ella, habría aceptado el soborno.
A finales del año, la embajadora designada por la Asamblea Nacional en Bulgaria, Estefanía Meléndez, publicó el borrador de una carta que los diputados Luis Parra y Conrado Pérez le entregaron a una oficial de la cancillería de Bulgaria, Emilia Stefanova, durante una visita el 12 de abril en la ciudad capital, Sofía. La carta estaba dirigida a Boiko Borísov, el primer ministro de Bulgaria; decía que a «petición de la representación legal de la empresa Salva Foods 2015» (la empresa dueña de las Tiendas Clap, negocio con el que Alex Saab y Álvaro Pulido controlan la importación de alimentos para el gobierno de Nicolás Maduro) y que luego de una presunta «investigación y visita técnica» practicada a la compañía en Venezuela, se había determinado que no había incurrido en irregularidades y que, por tanto, no había motivos para investigarla.

## Eventos de 2020

### Elección de la Comisión Delegada de la Asamblea Nacional
El 5 de enero de 2020, Juan Guaidó y el equipo de su junta directiva junto a la mayoría de diputados opositores, se dirigían al Palacio Federal Legislativo y un grupo de efectivos de la Guardia Nacional Bolivariana (GNB) y de la Policía Nacional Bolivariana (PNB) les obstaculizaron el paso para que no llegaran a la Asamblea Nacional. Guaidó hizo un intento de entrar al palacio pero no lo logró. Por otro lado mayoría de diputados oficialistas junto con demás diputados opositores disidentes, quienes estaban ligados al plan que tenían preparado, se encontraban supuestamente esperando a Guaidó, y por no estarse presente en el hemiciclo protocolar de dicho palacio estando bloqueado por la GNB y PNB, se dio a lo siguiente: los diputados que se encontraban presentes eligieron, alegando que había cuórum, una nueva directiva en donde ratifican a Luis Parra como presidente del parlamento, y fue juramentado por el diputado de mayor edad presente. El gobierno de Nicolás Maduro reportó a través de Telesur que 140 de 167 miembros de la Asamblea Nacional votaron a favor de Parra, lo cual fue desmentido por los propios partidos políticos. La mayoría parlamentaria opositora, constituida por diputados principales y suplentes, al no poder sesionar en el Palacio Federal Legislativo se dirigió a la sede del diario El Nacional, donde se instaló la Asamblea y se nombró una nueva junta directiva en la que resultó reelegido Guaidó como presidente de la AN, Juan Pablo Guanipa como primer vicepresidente y Carlos Berrizbeitia como segundo vicepresidente del parlamento. Logró los 100 votos del total de los parlamentarios presentes, alcanzando el cuórum necesario para establecer la sesión, sin necesidad de acudir al voto electrónico a distancia. En un comunicado conjunto del Grupo de Lima comunicaron:
condenamos el uso de la fuerzas militares y policíacas por el régimen dictatorial de Nicolás Maduro para impedir que los diputados de la Asamblea Nacional puedan acceder libremente a la sesión, convocada para hoy 5 de enero, para elegir democráticamente a su Mesa Directiva.
El 7 de enero de 2020, Juan Guaidó junto con un grupo amplio de diputados opositores y la prensa lograron atravesar varios cercos policiales que protegían la Asamblea Nacional, haciendo huir a Luis Parra.

### Tiroteo de Barquisimeto
El 29 de febrero de 2020, colectivos dispararon contra Guaidó mientras se encontraba en una camioneta durante una marcha que movilizó en contra de Maduro. También se reportó que agentes del Servicio Bolivariano de Inteligencia (SEBIN) participaron en el tiroteo. Según el legislador opositor Alfonso Marquina además de los heridos, hubo un secuestrado. Guaidó acusó al presidente de la Asamblea Nacional Constituyente Diosdado Cabello de ser el autor intelectual del tiroteo.

### Pandemia de COVID-19
El 13 de marzo de 2020, la vicepresidenta de Maduro, Delcy Rodríguez, confirmó 2 casos de COVID-19 en Venezuela, la suspensión de actividades escolares en todos los niveles y modalidades a nivel nacional, a partir del 16 de marzo de 2020. También se anunció el decreto de estado de alarma en el país. Juan Guaidó, anunció la redefinición de las protestas opositoras, explicando que «la amenaza de esta pandemia nos obliga a tomar medidas responsables».
Durante la pandemia se reportó un considerable aumento en las restricciones de acceso a Internet por la precariedad en los servicios y los apagones diarios que ocurren en todas las regiones, así como los bloqueos y ataques a las plataformas de medios de comunicación y a los trabajadores de la prensa. La Asamblea Nacional lanzó una página web para proporcionar información y recomendaciones de salud sobre el COVID-19, pero el acceso a esa web fue bloqueado por CANTV, el proveedor estatal de Internet. La censura fue denunciada por Juan Guaidó. Estos mismos bloqueos a este sitio web también fueron registrados y documentados por los observatorios de internet Netblocks y VE sin Filtro. Para marzo, Juan Guaidó y la Asamblea Nacional opositora aprueban 30 millones de dólares para comprar vacunas AstraZeneca. Delcy Rodríguez anunció que no se otorgarían permisos para su uso en el país. Diputados de la Asamblea Nacional de Guaidó condenaron que Maduro rechazara las vacunas.
En junio de 2020 un acuerdo de cooperación entre el gobierno de Maduro y la Asamblea Nacional presidida por Juan Guaidó fue firmado. El tratado firmado por el ministro de Salud Carlos Alvarado y el asesor médico de la Asamblea Nacional, Julio Castro Méndez, en conjunto con la Organización Panamericana de la Salud, busca una cooperación para la organización de programas de salud y así combatir la pandemia. La oposición acusó a la administración de Nicolás Maduro de violar el acuerdo en enero de 2021. El gobierno habría recuperado todo el material y recursos en sedes controladas por su administración, en violación al acuerdo previo.

## Eventos de 2022

### Agresión en San Carlos
El 11 de junio de 2022, un grupo de personas atacaron a Guaidó después de una marcha opositora en San Carlos, estado Cojedes; lanzándole objetos y sacándolo violentamente de un restaurante en el que sostenía una reunión. Nosliw Rodríguez, exdiputada del PSUV, constituyente de 2017 y candidata a la gobernación de Cojedes, fue identificada como una de las personas que dirigió el ataque contra Guaidó.

### Cese del gobierno interino
En diciembre de 2022, pronto a discutirse sobre si se extendería la continuidad administrativa de la IV Legislatura de la Asamblea Nacional, los partidos políticos Primero Justicia, Acción Democrática (sector liderado por Henry Ramos Allup) y Un Nuevo Tiempo, a los que posteriormente se sumó Movimiento por Venezuela anunciaron que buscarían eliminar la figura del gobierno interino a partir de 2023, considerando que había sido una estrategia opositora fallida a través de una reforma al denominado Estatuto de Transición. La propuesta hecha en sesión del parlamento, el cual la oposición considera el único poder legítimo en el país, reduciría el gobierno interino a la junta ad hoc de PDV Holding, filial estadounidense de PDVSA, controlada por la IV Legislatura, la cual administraría además Citgo, a la junta del Banco Central de Venezuela y a una comisión de «gasto y defensa de los activos en el exterior», según Alfonso Marquina, exdiputado de Primero Justicia y uno de los propulsores de la reforma. En la sesión del 22 de diciembre de 2022, 72 de 104 exdiputados aprobaron la propuesta de eliminar al denominado gobierno interino en primera discusión, quedando pendiente una segunda discusión para el 29 de diciembre. Guaidó calificó la decisión de inconstitucional y que daría paso al reconocimiento internacional del gobierno de Maduro, levantando críticas.
El 27 de diciembre PJ, AD, UNT y MPV ratificaron su decisión de votar a favor de la eliminación del gobierno interino en la segunda discusión, afirmando motivos jurídicos, éticos y políticos, mencionando que la propuesta no violaba el artículo 233 de la Constitución, el cual no llegó a su fin de convocar elecciones a los treinta días, y citando los escándalos de corrupción. Por otro lado, Guaidó recibió el apoyo del llamado Bloque Constitucional, integrado por diversos juristas como Cecilia Sosa, ex presidenta de la CSJ, Jesús María Casal, presidente de la Comisión Nacional de Primaria, entre otros.
Posteriormente, Guaidó suspendió la segunda discusión planteada para el 29 de diciembre de 2022, en la que se terminaría de votar para el fin de su gobierno, postergándola para el 3 de enero de 2023, en «procura de la defensa de la constitución y la necesaria unidad en pro de un acuerdo por Venezuela y los venezolanos», decisión rechazada por Nora Bracho y Alfonso Marquina, jefes de fracción de Un Nuevo Tiempo y Primero Justicia respectivamente, pidiendo a Guaidó respetar las garantías democráticas a sus adversarios, argumentando además que dicha decisión de postergar la sesión no había sido consultada con la mayoría parlamentaria. Los ex parlamentarios de los partidos contrarios a Guaidó exigieron la realización de la sesión para el viernes 30 de diciembre.
El día 29 de diciembre el Tribunal Supremo de Justicia de Venezuela en el exilio emitió un comunicado escrito exigiendo se respete la Constitución y se mantenga el gobierno interino. El TSJ advirtió «pretender sustituir la figura presidencial por una forma de gobierno parlamentario violenta la Constitución y pondría en riesgo el resguardo de los activos». Sin embargo la Asamblea se reunió el 30 de diciembre y tras seis horas de debate fue aprobada en segunda discusión de la Asamblea Nacional la reforma de la ley de estatuto que elimina el gobierno interino. Guaidó propuso renunciar al cargo de presidente, con la posibilidad de escoger un nuevo presidente, la propuesta no hizo cambiar la decisión. La reforma de la ley regirá a partir del 5 de enero de 2023.

## Eventos de 2023
El 22 de diciembre de 2022  con 72 votos a favor fue aprobado en primera discusión reformar la ley del estatuto de transición que propone suprimir al gobierno interino de Juan Guaidó y continuar con la Asamblea 2015, la Asamblea Nacional será la encargada de administrar los bienes de la república en el exterior por intermedio de una comisión, mantener la directiva ad hoc del BCV y la directiva ad hoc de CITGO. Analistas políticos como Asdrúbal Aguiar  critican de imponerse un gobierno interino parlamentario que contraviene con la Constitución. La Asamblea tiene vencida su vigencia legal desde 2020 no se ha elegido y tampoco ha cumplido su rol como parlamento.
El 30 de diciembre fue aprobada en segunda discusión de la Asamblea Nacional la reforma de la ley de estatuto que elimina el gobierno interino. Guaidó propuso renunciar al cargo de presidente, con la posibilidad de escoger un nuevo presidente, la propuesta no hizo cambiar la decisión. La reforma de la ley regirá a partir del 5 de enero de 2023.
El 5 de enero de 2023 entra en vigencia la Reforma del estatuto que rige la Transición a la Democracia para restablecer  la vigencia de la Constitución de la república Bolivariana de Venezuela, que establece la eliminación del gobierno interino presidida por Juan Guaidó. En una conferencia de prensa, el portavoz del Consejo de Seguridad Nacional de la Casa Blanca, John Kirby, dijo que Estados Unidos aún reconoce esa Asamblea como la "última institución democrática que queda" en Venezuela.
La Asamblea Nacional elige como presidente a Dinorah Figuera de Primero Justicia residenciada en Valencia, España, acompañada por Marianela Fernández, de Un Nuevo Tiempo (UNT), y Auristela Vásquez, de Acción Democrática (AD). Ambas también permanecen en el exilio, la primera en Estados Unidos y la segunda, en Madrid,

## Controversias

### Censura
Varias fuentes reportaron que CANTV, el proveedor de telecomunicaciones más grande del país, implementó un bloqueo contra Wikipedia en todas sus versiones luego de una guerra de ediciones en los artículos de Nicolás Maduro, Juan Guaidó, Presidente de Venezuela y Anexo:Gobernantes de Venezuela. El motivo de la guerra de ediciones fueron los diferentes aportes de forma discrepante y a propio criterio que wikipedistas e IP anónimas hicieron acerca de la reelección de Nicolás Maduro como presidente de Venezuela para el período 2019-2025, la proclamación de presidente de la República de Juan Guaidó, presidente de la Asamblea Nacional de Venezuela, así como sobre la cronología de la presidencia.
El día 21 de enero, durante el motín de la Guardia Nacional en Cotiza, el acceso a Internet a algunas redes sociales como Twitter, Instagram y YouTube se reportó bloqueado para los usuarios de CANTV. El gobierno venezolano negó haber participado en el bloqueo. A última hora de la tarde del 22 de enero, se informó que Twitter e Instagram estaban completamente bloqueados en el país, posiblemente para limitar la organización de las protestas que se producirían al día siguiente.[cita requerida]
Durante las protestas del 23 de enero, se informaron interrupciones generalizadas de Internet para los usuarios de CANTV, con Wikipedia, Google, Facebook, Instagram y muchas otras plataformas de redes sociales afectadas. Los apagones generalizados de Internet ocurrieron nuevamente del 26 al 27 de enero. Varias transmisiones en vivo de las sesiones de la Asamblea Nacional y los discursos de Guaidó se han interrumpido para los usuarios de CANTV, lo que afecta principalmente el acceso a plataformas de transmisión como Periscope, YouTube y otros servicios de Google. El canal 24 Horas, un canal de noticias propiedad de la emisora pública chilena Televisión Nacional, fue retirado de los operadores de televisión por cable y satélite de Venezuela por la Comisión Nacional de Telecomunicaciones (Conatel), el 24 de enero.
Desde el 22 de enero, Conatel ha advertido a las emisoras de radio y televisión a «respetar las normas en contra de la promoción de la violencia» y el «rechazo de las autoridades institucionales», de acuerdo con la Ley de Responsabilidad Social en Radio y Televisión de 2004. Algunos programas de radio han salido del aire, incluido el programa de radio de César Miguel Rondón, uno de los programas más escuchados en el país. Otros programas han sido cancelados temporalmente o han recibido advertencias de censura, incluida la amenaza de cerrar estaciones privadas de televisión y radio si reconocen a Guaidó como presidente interino o presidente interino de Venezuela.

#### Phishing
El sitio web «Voluntarios X Venezuela» fue promovido por Guaidó y la Asamblea Nacional para reunir voluntarios para ayuda humanitaria; desde el 16 de febrero, Guaidó dijo que 600 000 personas se habían inscrito. Entre el 12 y el 13 de febrero, los usuarios de CANTV que intentaron acceder fueron redirigidos a un sitio espejo con una dirección URL diferente. El sitio espejo solicitó información personal: nombres, identificación, dirección y números de teléfono. El sitio falso también albergaba otros sitios web de phishing con el objetivo de obtener direcciones de correo electrónico, nombres de usuario y contraseñas. Todos los sitios web de phishing utilizaron el dominio .ve controlado por Conatel. Esta manipulación fue denunciada como una técnica para identificar a los disidentes ante el gobierno. Tras el incidente de phishing, el sitio oficial fue bloqueado completamente para los usuarios de CANTV el 16 de febrero.

#### Detenciones de trabajadores de la prensa
En la noche del 29 de enero de 2019, cuatro periodistas fueron detenidos por el gobierno de Maduro mientras informaban cerca del Palacio de Miraflores. Estos periodistas eran los venezolanos Ana Rodríguez de VPI TV y Maiker Yriarte de TV Venezuela, y los periodistas chilenos Rodrigo Pérez y Gonzalo Barahona de Televisión Nacional de Chile. El 30 de enero, los dos periodistas venezolanos fueron liberados mientras que los chilenos fueron deportados. El 30 de enero, dos periodistas franceses del programa de televisión francés Quotidien y su productor venezolano fueron detenidos durante dos días en El Helicoide. Tres trabajadores de la prensa de la Agencia EFE también fueron arrestados por el SEBIN y el DGCIM: dos colombianos y un español.
Jorge Arreaza, ministro de Relaciones Exteriores de Venezuela, defendió las detenciones y declaró que los trabajadores de la prensa formaban parte «de la operación de los medios de comunicación contra el país» que querían «crear un escándalo mediático» al no «cumplir con los requisitos previos mínimos exigidos por la ley venezolana». Las organizaciones de prensa declararon que cumplían con las leyes de migración de Venezuela. Maduro negó que los periodistas fueran detenidos por las autoridades.
El 25 de febrero de 2019, el periodista de Univision, Jorge Ramos fue retenido con su grupo periodístico en el palacio de Miraflores luego de una entrevista a Nicolás Maduro. Tras decomisarle los equipos y la grabación de la entrevista fue liberado horas más tarde y deportado del país. Durante la entrevista, Maduro negó que existiera una crisis humanitaria en Venezuela, lo que llevó a Ramos a mostrar a Maduro imágenes de venezolanos comiendo de un camión de basura para señalar que si existía una crisis. Después de ser liberado, Ramos declaró que él y su grupo fueron retenidos porque esta acción molestó a Maduro. El ministro de Información de Maduro, Jorge Rodríguez, describió el incidente como un «espectáculo barato».
El 11 de marzo de 2019, fue detenido por el SEBIN, el periodista y defensor de los derechos humanos Luis Carlos Díaz, mientras se dirigía a su casa en Caracas; la alta comisionada para los derechos humanos, Michelle Bachelet expresó su preocupación y solicitó que la misión técnica de Derechos Humanos de las Naciones Unidas en Caracas pudieran reunirse para constatar su integridad física y mental. De igual forma, organizaciones como PROVEA, Amnistía Internacional, el Sindicato Nacional de Trabajadores de la Prensa de Venezuela y Juan Guaidó, exigieron su inmediata liberación. Al día siguiente fue liberado tras ser imputado por supuesta «instigación a delinquir».

### Defecciones

#### Diplomáticos
Tras los eventos del 23 de enero, algunos diplomáticos venezolanos en los Estados Unidos apoyaron a Guaidó; la mayoría regresó a Venezuela por orden de Maduro. El 2 de febrero, el embajador de Venezuela en Irak, Jonathan Velasco reconoció a Juan Guaidó como presidente interino de Venezuela, indicando que la Asamblea Nacional era el único poder «apegado a la ética, legitimidad y legalidad» y el responsable de llenar el vacío de poder creado por la violación de la constitución. La cónsul general de Venezuela en Houston reconoció a Guaidó y dijo: «estoy a su servicio y a su disposición para servir a mi país». Aunque los oficiales consulares destruyeron miles de documentos de la oficina del embajador y de la administración y la sección consular, nueve funcionarios decidieron quedarse. El 17 de mayo autoridades norteamericanas logran desalojar activistas que impedian el ingreso del embajador Carlos Vecchio representante del gobierno interino de Juan Gaidó.
El principal funcionario consular de Venezuela en Miami apoyó a Guaidó, diciendo que «sigue mis principios y valores democráticos» e instó a otros diplomáticos a «abrazar la Constitución» y unirse a Guaidó para intentar forzar nuevas elecciones. Dos funcionarios consulares en Chicago reconocieron a Guaidó, diciendo que querían estar «asociados con principios y valores democráticos».
Estos reconocimientos provocaron que los diplomáticos de Estados Unidos y Colombia fueran expulsados de Venezuela por orden de Maduro, aunque ambos países no lo reconocen como presidente. Los diplomáticos estadounidenses se quedaron y Maduro les dio 30 días más para permanecer; mientras que Colombia retiró sus diplomáticos por seguridad. También varios diplomáticos del consejo europeo fueron expulsados. El 20 de junio de 2020 el gobierno interino toma posesión de la embajada de Bolivia después de que es nombrada la nueva presidente de Bolivia Jeanine Añez el 13 de noviembre de 2019 quien reconoce a Juan Guaidó como presidente de Venezuela.

#### Militares
El 21 de enero ocurrió el Levantamiento de Cotiza del comando de la GNB de Cotiza, desencadenando protestas masivas en el oeste de Caracas. El Miami Herald informó que el gobierno de Maduro, temiendo un levantamiento militar y deserciones en los cuarteles, había hecho muchos arrestos, y el ministro de Defensa, Vladimir Padrino López, ordenó un esfuerzo de contrainteligencia para localizar conspiradores o posibles desertores.
Según France 24, Maduro dijo que «los desertores militares que huyeron a Colombia se han convertido en mercenarios» como parte de un plan de golpe de Estado respaldado por los Estados Unidos. CBS News dijo que las tropas de rango medio y bajo ganaban alrededor de seis dólares al mes, por lo que tenían hambre y estaban siendo empujadas a un punto de inflexión.
Guaidó dijo que la oposición había mantenido reuniones secretas con oficiales militares para discutir la ley de amnistía. Un representante de la oposición dijo que las reuniones se centraron en oficiales del ejército que estaban de acuerdo con la idea y «expresaron su preocupación por las amenazas de una intervención militar realizada por el gobierno de Trump en el pasado y que las fuerzas armadas serían superadas en cualquier lucha armada en contra de Estados Unidos».
El 2 de febrero, el jefe de planificación estratégica de la Fuerza Aérea de Venezuela, general de división Francisco Esteban Yánez Rodríguez, reconoció a Guaidó como presidente interino. El general de la Fuerza Aérea Víctor Romero Meléndez apoyó a Guaidó e instó a las Fuerzas Armadas a «apoyar al pueblo y la constitución». El mayor general retirado de la fuerza aérea, Jorge Oropeza, reconoció a Guaidó como presidente interino, al igual que el teniente coronel Andrés Eloy Volcán. Durante una protesta de la oposición en Barquisimeto, estado de Lara, los oficiales de la Policía Nacional Bolivariana se retiraron después de que los manifestantes les pidieron que se fueran. Uno de los policías dijo: «prefiero retirar a mis hombres que reprimir a la gente». El jefe de policía de Valera, estado Trujillo, Raúl Eliezer Álvarez, y otros cinco agentes rechazaron al gobierno de Maduro como un «régimen narcodictador». Carlos Guyon Celis, un excapitán que participó en el primer intento de golpe de Estado de 1992, expresó su apoyo a Juan Guaidó en el aniversario del intento de golpe el 4 de febrero, y pidió a las Fuerzas Armadas que «cortaran las cadenas que oprimen a la gente desde hace 20 años». El máximo representante militar venezolano en Estados Unidos, el coronel José Luis Silva, reconoció a Guaidó como su presidente. El 17 de febrero, cinco efectivos militares y francotiradores fueron arrestados por la Dirección General de Contrainteligencia Militar (DGCIM) en Ureña, estado Táchira, luego de publicar un vídeo en el que declararon su apoyo a Guaidó. Tres miembros de la Guardia Nacional desertaron a Colombia el 22 de febrero después de cruzar el Puente Internacional Simón Bolívar en un vehículo blindado.
El 30 de abril de 2019, poco después de las 5:00 a. m. (hora de Venezuela), grandes vehículos acompañados por miembros de las Fuerzas Armadas de Venezuela bloquearon partes de la autopista Francisco Fajardo se iniciaba la  Operación Libertad en compañía de efectivos militares y policiales principalmente del SEBIN, PNB, GNB y Aviación. El 19 de mayo de 2019 la toma del fuerte Escamoto fue una operación de contrainsurgencia que ocurrió en la localidad de Santa Elena de Uairén. La madrugada del 22 de diciembre de 2019, ocurre el ataque al fuerte de Santa Elena también conocido como parte de la Operación Aurora, fue una acción militar desarrollada en el municipio de Gran Sabana, del estado Bolívar en Venezuela.

### Activos en el extranjero

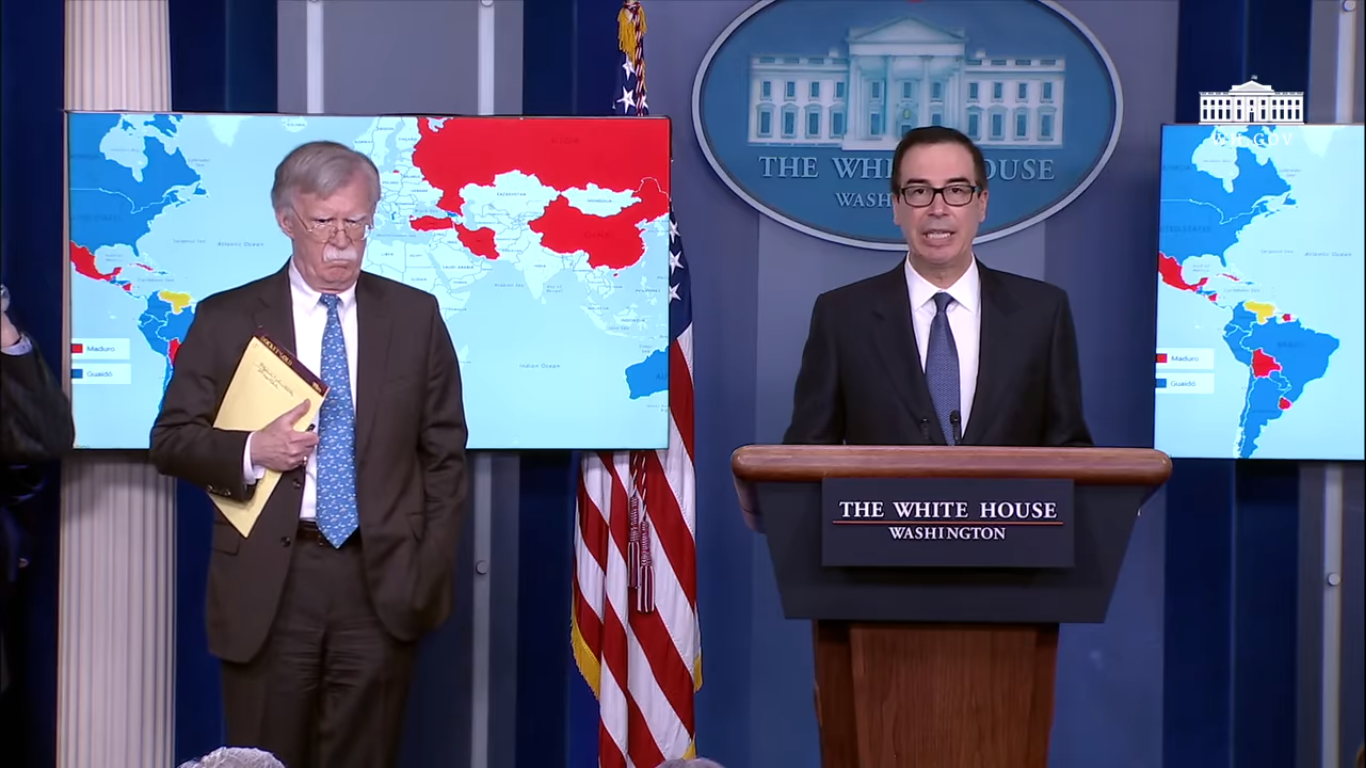
John Bolton y Steven Mnuchin anunciando las sanciones contra PDVSA.

El 15 de enero de 2019, la Asamblea Nacional de Venezuela declaró la congelación de activos financieros de la nación en los países que desconocen el gobierno de Maduro. El 25 de enero, el Banco de Inglaterra retuvo 1200 millones de dólares de reservas auríferas de Venezuela.
El 28 de enero de 2019, el Departamento de Estado y el Departamento del Tesoro de Estados Unidos cancelaron las órdenes de compra a PDVSA y cedieron el control de la filial Citgo y de cuentas bancarias del estado venezolano en territorio estadounidense al Gobierno de Transición de Guaidó. En 2022, la Corte Suprema del Reino Unido volvió a fallar a favor de Juan Guaidó sobre el control del oro almacenado en el Banco de Inglaterra.

## Iniciativas de diálogo
El 22 de enero de 2019, México y Uruguay, hacen un llamamiento a la necesidad de propiciar el diálogo para reducir las tensiones y evitar una escalada de violencia. El 24 de enero, el secretario general de la ONU Antonio Guterres hizo un llamamiento al diálogo pidiendo a todos los actores la disminución de tensiones, además de reclamar una investigación transparente e independiente de los incidentes y disturbios ocurridos el día 23.
El 28 de enero, el Papa Francisco reitera su llamamiento al diálogo, señalando de manera específica «que se realice en un clima de paz y de justicia».
El 30 de enero, México y Uruguay anunciaron la convocatoria de una conferencia internacional sobre Venezuela, que se celebraría en Uruguay el 7 de febrero, «para sentar las bases para establecer un nuevo mecanismo de diálogo que, con la inclusión de todas las fuerzas venezolanas, coadyuve a devolver la estabilidad y la paz de este país», según el comunicado del Ministerio de Asuntos Exteriores de Uruguay. La iniciativa se ha planteado, señalan, como respuesta al llamamiento de Guterres y del Papa Francisco al diálogo. Bolivia se suma a la iniciativa horas después del anuncio.
El 31 de enero, la alta representante de la Unión Europea para Asuntos Exteriores, Federica Moguerini anunció la creación de un «grupo de contacto por Venezuela» integrado inicialmente por ocho países europeos y cuatro latinoamericanos: Uruguay, Francia, Alemania, Italia, Países Bajos, Portugal, Reino Unido, Suecia, España, Ecuador, Costa Rica y Bolivia; que mantendrán su primera reunión en Uruguay el 7 de febrero y que trabajaran durante 90 días en la posibilidad de facilitar un diálogo que culmine en elecciones con Venezuela.
El 1 de febrero, la Casa Blanca rechazó «cualquier mediación de diálogo» que mantenga en el poder a Nicolás Maduro. Por su parte, Maduro mostró su acuerdo con la iniciativa de diálogo.
Corriere della Sera citó una copia filtrada de una carta privada enviada por el papa Francisco a Maduro, el 7 de febrero, como respuesta a una carta que Maduro escribió pidiéndole mediación al Papa. En la carta, el papa se refiere a Maduro como «Excelentísimo señor Nicolás Maduro Moros» y dice que los acuerdos de negociaciones anteriores no se han cumplido. Las condiciones, todavía aplicables, fueron la apertura de un canal humanitario, la convocatoria de elecciones libres, la libertad para presos políticos y el restablecimiento de la Asamblea Nacional electa constitucionalmente. Según Andrea Gagliarducci, escribiendo para la Agencia Católica de Noticias, el papa aceptó la posición tomada por los obispos venezolanos, quienes mantienen que la elección de Maduro fue ilegítima, al no dirigirse a él como presidente.

## Posiciones internacionales

Naciones que reconocían la legitimidad presidencial de Guaidó para el 8 de febrero de 2019, durante el año de apogeo del reconocimiento de Guaidó.
Venezuela
Neutralidad vocal
Sin declaraciones
Países reconociendo a Guaidó
Países apoyando la Asamblea Nacional opositora
Países reconociendo a Maduro

Reconocimiento presidente de Venezuela en 2023:
Venezuela
Reconocimiento de Maduro
Reconocimiento de Guaidó
Apoyo a la IV Asamblea Nacional
Explicitamente neutrales

### Reconocimiento a la Presidencia de Nicolás Maduro
Estados:
1. Argelia[368]
2. Argentina[369][370][371]
3. Antigua y Barbuda[372]
4. Azerbaiyán[373][374]
5. Bahamas[375][376]
6. Barbados[377][378][375]
7. Belice[379][380][381]
8. Bielorrusia
9. Bolivia[382][383][384][385][386]
10. Brasil[168][387][169]
11. Burkina Faso[388]
12. Burundi
13. Camboya[389]
14. Catar[390][391][392]
15. Chile[393]
16. China
17. Colombia[394][395][396]
18. Corea del Norte[397]
19. Cuba
20. Dominica[398]
21. Egipto[399]
22. Emiratos Árabes Unidos[400]
23. Eritrea
24. España[401][402][403][404]
25. Etiopía[405]
26. Francia
27. Gambia
28. Guinea-Bisáu[388]
29. Guinea Ecuatorial[406]
30. Honduras[407]
31. India[408][409]
32. Irán[410]
33. Japón[411]
34. Kuwait[412]
35. Laos[413]
36. México[414]
37. Myanmar[405]
38. Nicaragua[415]
39. Nigeria[388]
40. Palestina[416]
41. Perú[417][418][419]
42. Portugal[420][421]
43. Rusia[422]
44. San Cristóbal y Nieves[398]
45. San Vicente y las Granadinas[398]
46. Santa Lucía[423]
47. Serbia[424]
48. Siria[425]
49. Sudáfrica[426]
50. Sudán
51. Suiza[427][428]
52. Surinam[398]
53. Turquía[429]
54. Vietnam[430]
55. Zimbabue

Estados no pertenecientes a la ONU:
- Abjasia[431]
- Osetia del Sur[431]
- República Árabe Saharaui Democrática[432]

Organizaciones internacionales:
- Organización de las Naciones Unidas (ONU)[433]
- Alianza Bolivariana para los Pueblos de Nuestra América (ALBA)[434]
- Movimiento de Países No Alineados (MPNA o MNOAL)[435]
- Comunidad del Caribe (CARICOM)[436][437]

### Reconocimiento a la Presidencia de Juan Guaidó
Estados:
1. Albania
2. Andorra[438]
3. Australia[65]
4. Austria[439]
5. Bélgica[440]
6. Bulgaria[441]
7. Cabo Verde[442]
8. Corea del Sur[443]
9. Costa Rica[444]
10. Croacia[445]
11. Dinamarca[446]
12. Ecuador[447]
13. El Salvador[448]
14. Eslovenia[449]
15. Estonia[450]
16. Finlandia[451]
17. Georgia[452]
18. Grecia[453]
19. Guatemala[454]
20. Hungría[455]
21. Islandia[456]
22. Irlanda[457]
23. Islas Marshall[458]
24. Israel[67]
25. Letonia[459]
26. Lituania[460]
27. Luxemburgo[461]
28. Macedonia del Norte[462]
29. Malta[463]
30. Marruecos[464]
31. Micronesia[465]
32. Montenegro[466]
33. Países Bajos[467]
34. Paraguay[468]
35. Polonia[469]
36. República Checa[470]
37. Rumania[471]
38. Suecia[472]
39. Ucrania[473]

Estados no pertenecientes a la ONU:
- Kosovo[474]

Organizaciones intergubernamentales:
- Organización de los Estados Americanos[475]

- ProSur[476]
- Grupo de Lima[477]

Organizaciones internacionales:
- Banco Interamericano de Desarrollo[478]
- Internacional Socialista[479]
- Corporación Interamericana de Inversiones[480]

### Apoyo a la Asamblea Nacional de Venezuela
Estados:
1. Alemania
2. Canadá
3. Chipre
4. Eslovaquia
5. Estados Unidos
6. Guyana[481]
7. Italia[482][483][484][485][486]
8. Jamaica
9. Liberia[487]
10. Liechtenstein[488]
11. Moldavia[488]
12. Noruega[488][489]

Estados no pertenecientes a la ONU:
- República de China (Taiwán)[490]

### Neutralidad explícita
Estados:
1. Angola[491]
2. Armenia[492]
3. Costa de Marfil[493]
4. Granada
5. Indonesia[494]
6. Malasia[495]
7. Namibia[496]
8. Nepal[497]
9. Nueva Zelanda[498]
10. Palaos[499]
11. Panamá[500][501]
12. San Marino[502]
13. Reino Unido[503][504]
14. República Dominicana[505]
15. Trinidad y Tobago[506][507][508]
16. Ciudad del Vaticano[509]

Organizaciones supranacionales:
- Unión Europea[510]